# Thomas Hellquist

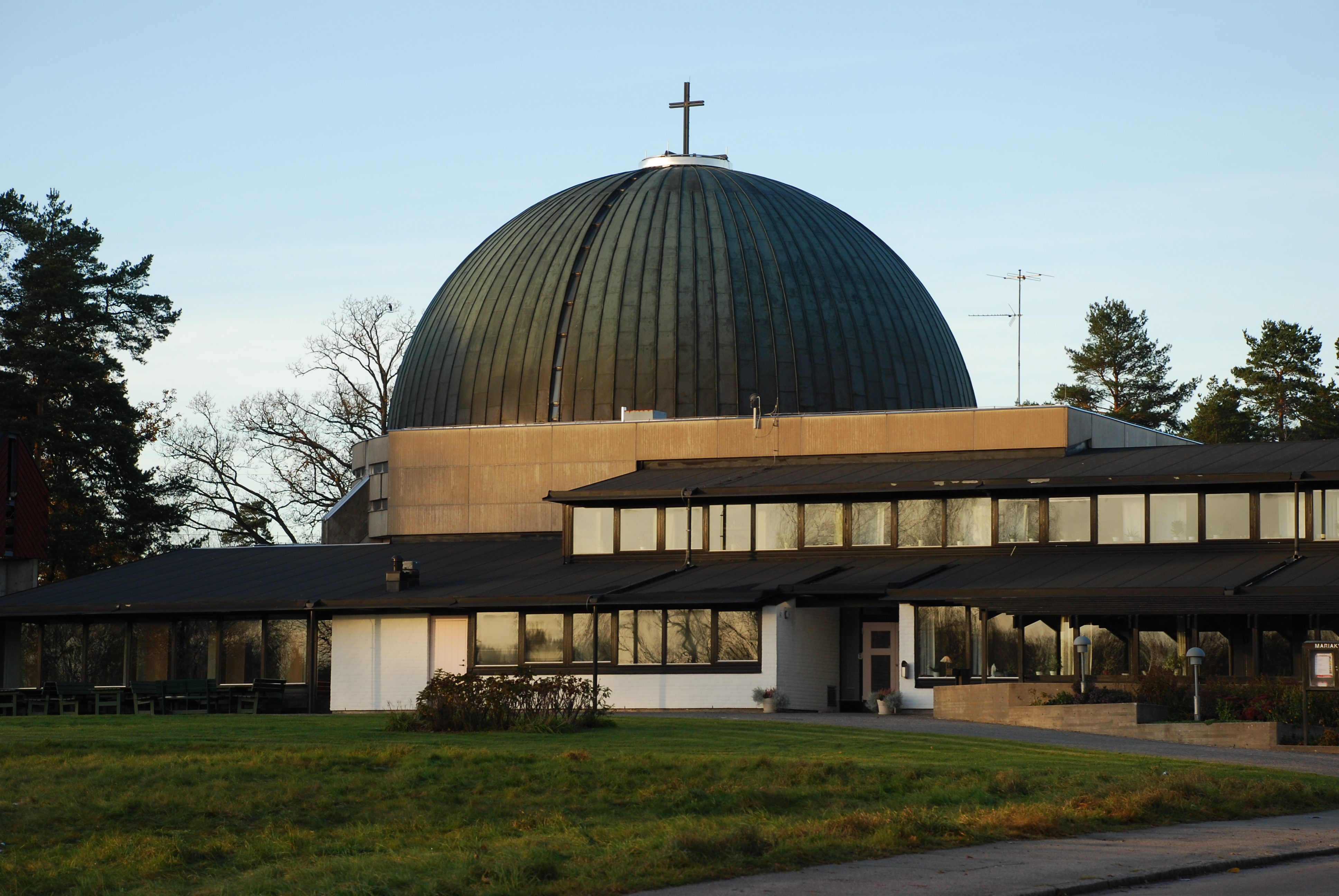
Mariakyrkan i Växjö.

Sven Elof Thomas Hellquist, född 8 oktober 1948 i Göteborg, är en svensk arkitekt.
Hellquist, som är son till hovrättslagman Torvald Hellquist och bibliotekarie Sonja Ydén, blev filosofie magister i Lund 1974 och utexaminerades som arkitekt från Lunds tekniska högskola 1976. Han var innehavare av den egna firma AA ArkitektArbeten från 1979, tillförordnad professor i formlära vid Lunds tekniska högskola 1986–1988, chefsarkitekt för utställningen Nordform 90 i Malmö 1988–1990, kommissarie för Sveriges bidrag till Milanotriennalen 1992 och 1996, chef för Form/Design Center i Malmö 1992–1996 och utställningschef vid Arkitekturmuseet i Stockholm från 1996. 
Hellquist var utgivare av och redaktör för Magasin Tessin – tidskrift för arkitektur, estetik och miljökritik 1980–1988 och medlem av expertgruppen för arkitektur och stadsplanering vid Nationalencyklopedin från 1991. Han har ritat bland annat Mariakyrkan i Växjö (tillsammans med Richard Brun, 1979) samt transformatorstationer och gatumöbler i Malmö (1993–1996). Han tilldelades Sveriges Arkitekters kritikerpris 2002.